# حصار مسجد لال
حصار المسجد الأحمر (الأردية: لال مسجد محاصرہ،) مواجهة في يوليو 2007 بين الأصوليين الإسلاميين وحكومة باكستان، بقيادة الرئيس برويز مشرف ورئيس الوزراء. الوزير شوكت عزيز. كانت النقاط المحورية للعملية هي مسجد لال (المسجد الأحمر) ومدرسة إسلامية جامعة حفصة في إسلام آباد، باكستان.
منذ كانون الثاني (يناير) 2006، تم تشغيل مسجد لال ومدرسة جامعة حفصة المجاورة من قبل متشددين إسلاميين بقيادة الأخوين عبد العزيز وعبد الرشيد. دعت هذه المنظمة إلى فرض الشريعة (القانون الديني الإسلامي) في باكستان ودعت صراحة إلى الإطاحة بالحكومة الباكستانية. كان مسجد لال في صراع دائم مع السلطات في إسلام آباد لمدة 18 شهرًا قبل العملية العسكرية. وشاركوا في مظاهرات عنيفة وتدمير ممتلكات وخطف وحرق واشتباكات مسلحة مع السلطات. بعد مجموعة من الأحداث مثل احتجاز المسلحين رهائن العاملات في مركز الرعاية الصحية الصيني والمسلحون بإضرام النار في مبنى وزارة البيئة ومهاجمة حراس الجيش الذين يحرسونه، رد الجيش، وبدأ حصار مجمع لال. كان الرد العسكري ليس فقط معالجة الضغط من السكان المحليين ولكن أيضًا الضغط الدبلوماسي من الصين.
تم محاصرة المجمع في الفترة من 3 إلى 11 يوليو 2007، بينما جرت محاولة لإجراء مفاوضات بين المسلحين وشودري شجاعت حسين ومحمد إعجاز الحق. بمجرد فشل المفاوضات، تم اقتحام المجمع والاستيلاء عليه من قبل مجموعة الخدمات الخاصة للجيش الباكستاني. أفادت الحكومة أن العملية أسفرت عن مقتل 154 شخصًا، وتم أسر 50 مسلحًا (تقديرات أخرى كانت أعلى). كما دفع المتمردين الموالين لطالبان على طول الحدود الأفغانية لإلغاء اتفاقية سلام عمرها 10 أشهر مع الحكومة الباكستانية. أدّى هذا الحدث إلى اندلاع الحرب في شمال غرب باكستان، والتي كانت بمثابة زيادة أخرى في التشدد والعنف في باكستان وأسفرت عن أكثر من 3000 ضحية.

## خلفية

### مسجد لال
تأسس مسجد لال على يد محمد عبد الله غازي في عام 1965. في اللغة الإنجليزية، يترجم لال مسجد إلى «المسجد الأحمر»، والاسم مشتق من اللون الأحمر لجدران المسجد وديكوراته. قام عبد الله بتدريس التطرف الإسلامي ودعا إلى الجهاد أثناء الحرب السوفيتية الأفغانية. منذ تأسيسه، كان يتردد على المسجد لال قادة الجيش والحكومة الباكستانية. محمد ضياء الحق، رئيس أركان الجيش الذي أصبح فيما بعد رئيسًا بعد الاستيلاء على السلطة في انقلاب عام 1977، كان من المقربين من عبد الله. يقع المسجد بالقرب من مقر المخابرات الباكستانية، وعرف العديد من الموظفين بالذهاب إلى هناك للصلاة.
بعد انتهاء الحرب السوفيتية الأفغانية في عام 1989، استمر المسجد في العمل كمركز لتعليم المتطرفين الإسلاميين وأقام عدة آلاف من الطلاب والطالبات في المدارس الدينية المجاورة.
اغتيل مولانا قاري عبد الله في المسجد عام 1998. وبعد وفاته تولى ولديه عبد العزيز وعبد الرشيد المسؤولية عن المجمع بأكمله. اعترف الأخوان بأنهما كانا على اتصال منتظم بالعديد من القادة المطلوبين لجماعة آل. القاعدة، بما في ذلك أسامة بن لادن.
كانت جامعة حفصة مدرسة للنساء تقع بالقرب من مسجد لال. كانت أكبر مؤسسة دينية إسلامية للنساء في العالم، حيث تضم أكثر من 6000 طالبة. شيده مولانا قاري عبد الله عام 1992. بعد اغتياله، انتقل الإشراف إلى ابنه عبد العزيز. تم تعليم الطلاب مواد عامة، بما في ذلك الرياضيات والجغرافيا ولكن لم يتم اختبارهم في هذه المواد؛ كانت الامتحانات الوحيدة للمواد الدينية.
في أعقاب هجمات 11 سبتمبر/ أيلول 2001 على الولايات المتحدة، أعلن الرئيس الباكستاني برويز مشرف دعمه للحرب التي تقودها الولايات المتحدة على الإرهاب. أثار هذا الإعلان صراعًا مع مسجد لال، الذي كانت قيادته مؤيدة علنًا لطالبان. نفى عبد العزيز وعبد الرشيد أي علاقة بالمنظمات الإرهابية المحظورة ولكنهما عارضا بشدة الحرب على الإرهاب والصراع في أفغانستان. أدانوا علانية مشرف وعارضوا قوات الأمن الباكستانية، بما في ذلك باكستان رينجرز وشرطة منطقة العاصمة إسلام أباد. أصبح المسجد مصدرا للخطب الداعية لاغتيال مشرف. ألقى محمد مسعود أزهر إحدى هذه الخطب، حيث تورط أعضاء جماعة جيش محمد فيما بعد في محاولات فاشلة لقتل الرئيس. في يوليو / تموز 2005، حاولت السلطات الباكستانية مداهمة المسجد فيما يتعلق بتحقيقها في تفجيرات لندن في 7 يوليو / تموز 2005، لكن طالبات يحملن الهراوات منعت الشرطة. بعد المداهمة، اعتذرت السلطات عن سلوك الشرطة.

### بعد عام 2006
خلال عام 2006 والنصف الأول من عام 2007، استمر الطلاب وقادة المساجد في تحدي سلطة الحكومة الباكستانية من خلال الدعوة إلى الشريعة الإسلامية وإنهاء التعاون مع الولايات المتحدة. أطلقوا حملة ضد الرذيلة، وخطفوا عاهرات مزعومين وحرقوا الأفلام. أطلق الطلاب في حلقتي الحوزة التابعين للمسجد الأحمر حملة للشريعة، احتلوا مكتبة أطفال قريبة وشرعوا في مداهمات أهلية عبر العاصمة لوقف ما أسموه «أنشطة غير إسلامية»، مثل بائعي أقراص DVD ومحلات الحلاقة و صالون تدليك تديره الصين واتهموه بأنه بيت دعارة.
كان معظم الطلاب في المسجد من خيبر بختونخوا على الحدود مع أفغانستان.
ووقعت مواجهة عندما شن المسجد حملة ضد هدم المساجد في إسلام أباد من قبل هيئة تنمية العاصمة. بعد تدمير مسجد شيد بشكل غير قانوني، شن طلاب الحوزات حملة شاملة ضد الحكومة. منعوا السلطات من الوصول إلى الموقع ثم احتلوا مبنى مكتبة قريب للأطفال. تم تنفيذ ذلك بشكل أساسي من قبل الطالبات. أقام الطلاب وقفة احتجاجية على مدار الساعة ووعدوا «بالقتال حتى الموت» عندما هددت الحكومة بطردهم. تم نزع فتيل الموقف عندما فتحت السلطات المفاوضات. أعادت الحكومة في وقت لاحق بناء الأجزاء المهدمة من مجمع المسجد. وطالبت قيادة مسجد لال بإعادة بناء ستة مساجد أخرى مهدمة في العاصمة.
في 27 مارس 2007، اختطفت طالبات من جامعة حفصة ثلاث سيدات اتهمتهن بإدارة بيت للدعارة، واحتجزن شرطيين. تم الإفراج عن جميع النساء بعد الاعتراف المزعوم بإدارة بيت الدعارة وتم عرضهن على التلفزيون وهن يرتدين البرقع. ويرجع ذلك جزئيًا أيضًا إلى شفاعة السفير الصيني لوه تشاو هوي. وفي مقابلة في البرنامج الحواري «كابيتال توك»، زعم طلاب المسجد أن سيدة بيت الدعارة لها صلات بموظفين حكوميين نافذين، وبالتحديد تسمية وزير السكك الحديدية الشيخ رشيد أحمد. يُزعم أن مركز شرطة الحي كان على علم مسبق بعمليات الخطف أو وافق عليه. في 6 أبريل، أنشأ عبد العزيز محكمة شرعية بالتوازي مع النظام القضائي الفيدرالي الباكستاني وتعهد بتنفيذ آلاف الهجمات الانتحارية إذا حاولت الحكومة إغلاقها.
استمر الطلاب في احتلال المكتبة وتحدي السيطرة الحكومية من خلال مداهمة بيت دعارة. كما قاموا باختطاف عشرة مواطنين صينيين، بالإضافة إلى العديد من مسؤولي إنفاذ القانون والنساء والأطفال. أدى النهج الذي اتبعته الحكومة الباكستانية في التعامل مع قضايا المساجد إلى اتهامات بالتساهل من جانب مشرف، الذي شعر أنه ناعم جدًا. بعد تبادل إطلاق النار مع القوات الباكستانية، أضرم الطلاب النار في مبنى وزارة البيئة بالقرب من مسجد لال.
وصرح وزير البيئة، فيصل صالح حياة، أنه طلب الأمن للمبنى، لكن السلطات تقاعست عن توفيره. وخلافًا للادعاءات السابقة، قالت حياة إن الوزارة لم تأمر أبدًا بإخلاء المقر قبل انتشار حراس باكستان.

## الجدول الزمني

### حصار
في 3 يوليو 2007، اندلعت معركة بين قوات الأمن الباكستانية وطلاب مسجد لال عندما قامت وكالات إنفاذ القانون بتوسيع الأسلاك الشائكة حول منطقة المسجد. أطلقت شرطة مكافحة الشغب الغاز المسيل للدموع لتفريق الطلاب. واستمر القتال وخلف تسعة قتلى ونحو 150 جريحًا. وكان من بين القتلى أربعة طلاب مسجد ومصور قناة تلفزيونية ورجل أعمال وأحد المشاة. في غضون دقائق، أغلقت القوات الأمنية المنطقة، وأعلنت مستشفيات العاصمة حالة الطوارئ. استمرت الاشتباكات المتفرقة مع انتشار قوات الجيش الباكستاني في المنطقة.
في 4 يوليو / تموز 2007، أعلنت السلطات عن حظر تجول إلى أجل غير مسمى في قطاع G-6 في إسلام أباد، حيث يقع مسجد لال. تلقى الجيش أوامر بإطلاق النار على كل من يغادر المسجد بالسلاح. عرضت الحكومة روبية. 5000 (ما يعادل 50 دولارًا أمريكيًا أو 41 جنيهًا إسترلينيًا)، بالإضافة إلى تعليم مجاني لأي شخص يغادر المسجد أعزل. كما تم منح النساء داخل المسجد ممرًا آمنًا إلى منازلهن. تم تمديد المواعيد النهائية المتتالية، حيث سمح قادة المساجد لبعض الطلاب بالاستسلام، مما تطلب من قوات الأمن إعادة التفاوض على التمديد. أعلنت السلطات الحكومية الموعد النهائي الأول لشاغلي مسجد لال للاستسلام دون قيد أو شرط في الساعة 15:30 بتوقيت باكستان القياسي، وتم تأجيله إلى 16:00 و 18:00 و 19:30 ثم 21:30. قالت الحكومة إن ما يصل إلى 600 مسلح ظلوا داخل المسجد.
قبل فجر 5 يوليو 2007، قامت القوات الباكستانية بسلسلة من التفجيرات حول المسجد. تم تبادل إطلاق النار على مدار اليوم، لكن يبدو أن الاشتباكات المفتوحة توقفت. استمر تمديد الموعد النهائي في 5 يوليو 2007، حيث تخطط الحكومة لإخلاء المسجد وجامعة حفصة قبل الهجوم الأخير. أعلن وزير الداخلية أفتاب أحمد شيرباو في مؤتمر صحفي أن الحكومة تعتقد أن ما بين 300 و 400 طالب بقوا في المسجد، واعتبر 50 إلى 60 فقط من المسلحين.
بعد الموعد النهائي الرابع، تم القبض على عبد العزيز وهو يحاول الهروب متنكرا في زي امرأة ترتدي البرقع. بعد القبض على هذا القائد، استسلم حوالي 800 طالب و 400 طالبة من جامعة حفصة للسلطات.
كان شقيق عبد العزيز الأصغر، عبد الرشيد، يتفاوض مع وسيط حكومي. وزعم أن بقية الطلاب على استعداد لمغادرة المسجد وإلقاء أسلحتهم شريطة أن تمنحهم الحكومة العفو وليس إطلاق النار عليهم. كان المسؤولون الحكوميون متشككين في أن عبد الرشيد سوف يحترم هذه الاتفاقية. ونفى عبد الرشيد في اتصال هاتفي من بث مباشر لقناة جيو تي في جميع التهم الموجهة إليه وأكد براءته. كما تفاوض مع الحكومة من أجل ممر آمن له وضمان عدم تعرض أتباعه لأذى داخل المسجد. كما حصل على وعد بأن والدته المريضة ستتلقى رعاية طبية.
استمر الحصار في 6 يوليو 2007. استمرت المحادثات بين إدارة مسجد لال المحاصر والسلطات الحكومية، دون حل استسلم 21 طالبًا إضافيًا للسلطات، وقتل طالبان في حادث إطلاق نار. وقررت الحكومة إرجاء الهجوم على أمل إخلاء آمن لمزيد من الطلاب من المسجد المحاصر. أصدر الرئيس برويز مشرف إنذارًا نهائيًا مساء يوم 7 يوليو 2007. تولى الجيش الباكستاني العملية وحل محل القوات شبه العسكرية المنتشرة حول المبنى. هرب طفل يبلغ من العمر ثلاثة عشر عاماً من المسجد المحاصر سالماً.
داهمت القوات الخاصة الباكستانية المحيط الخارجي للمجمع، وأحدثت ثقوبًا في جدران المسجد للسماح للنساء والأطفال المحاصرين بالفرار. بدأت الهجمات بعد الساعة 1:00 صباحًا (20:00 بتوقيت جرينتش) بقليل في 7 يوليو 2007 وقوبلت بمقاومة مسلحة شديدة. أصيب قائد مجموعة الخدمات الخاصة المقدم هارون الإسلام، الذي كان يقود العملية، في 6 يوليو 2007 وتوفي في المستشفى بعد يومين. ومع ذلك، نجحت قوات الكوماندوز، وانهار جدار مسجد لال وجامعة حفصة. وقال عبد الرشيد غازي إنهم لن يستسلموا وإن لديهم ما يكفي من الذخيرة والحصص الغذائية لمدة شهر.
في 9 يوليو 2007، دعت مجموعة تمثل المدارس الباكستانية، برئاسة مولانا سليم الله خان، إلى الوقف الفوري لعملية مسجد لال. كما أغلقت فنلندا مؤقتًا سفارتها في إسلام أباد في 9 يوليو 2007 بسبب تدهور الوضع الأمني وقرب السفارة من مجمع المسجد. بحلول 10 يوليو/ تموز 2007، أفادت الحكومة الباكستانية أن 100 مسلح وما بين 300 و 400 امرأة وطفل ظلوا داخل المسجد.

### هجوم على طائرة مشرف
يوم الجمعة 6 يوليو 2007، غادر برويز مشرف إلى المناطق المتضررة من الفيضانات في بلوشستان. عندما أقلعت طائرة الرئيس من مطار إسلام أباد، أطلق مسلحون أسلحة مضادة للطائرات عليها من سطح منزل في منطقة أصغر مول في روالبندي. علاقة المسلحين مع لال المسجد لا تزال غير معروفة. استعادت قوات الأمن مدفعين مضادين للطائرات ومدفع رشاش على سطح مبنى شاهق في روالبندي، على بعد ميل واحد (1.6 كم) من المطار. وأكدت الحكومة سماع طلقات نارية بعد دقائق من إقلاع طائرة الرئيس. يشير المحللون إلى أنه ربما كان انتقامًا للعمليات الجارية ضد المسجد الأحمر وجهود الحكومة المستمرة لمكافحة الإرهاب والطالبنة في شمال وزيرستان.

### التحضير للاعتداء
حلقت طائرات بريداتور بدون طيار فوق مسجد لال وجامعة حفصة في 8 و 9 يوليو 2007، والتقطت صورًا لانتشار الأشخاص في الداخل. التقطت قوات الأمن الصور لدراسة مزاعم غازي عبد الرشيد بشأن الخسائر والأضرار التي لحقت بالمسجد وجامعة حفصة. حلقت الطائرات المفترسة بدون طيار فوق مسجد لال وجامعة حفصة لأكثر من ساعة، من 2:40 إلى 4:00 صباحًا. فحص كبار المسؤولين الحكوميين وعناصر الأمن الصور ونقلوا المعلومات مباشرة إلى مركز القيادة على الأرض. أعطت الولايات المتحدة طائرات المفترس لباكستان لاستخدامها في الحرب الأمريكية على الإرهاب. تم التخطيط الإستراتيجي للهجوم على المسجد بناءً على المعلومات التي جمعتها الطائرة بدون طيار. نشرت باكستان عدة وحدات أمنية لتنفيذ الهجوم على المسجد. ويشمل ذلك لواء المظليين 78 و لواء المشاة 111. قوتها الضاربة النخبة، فرقة مجموعة الخدمات الخاصة؛ سرية الجناح التاسع للجيش الباكستاني، قوة رينجرز شبه العسكرية؛ وفرقة شرطة النخبة بشرطة البنجاب.

### معركة على المسجد
في صباح يوم 10 يوليو/ تموز 2007، أعلن رئيس الوزراء السابق شودري شجاعت حسين ووزير الشؤون الدينية الاتحادي محمد إعجاز الحق أن مفاوضات السلام عبر مكبرات الصوت والهاتف المحمول قد فشلت. في غضون دقائق، صدرت أوامر لمجموعة الخدمات الخاصة باقتحام المسجد  وقال المتحدث باسم الجيش الباكستاني وحيد أرشد إن القوات بدأت بمهاجمة واختراق المسجد من الجنوب والاعتداء عليه من ثلاثة اتجاهات في الساعة 4:00 صباحًا (23:00 بتوقيت جرينتش). تعرضت القوات على الفور لإطلاق النار من مسلحين مدججين بالسلاح يتحصنون خلف مواقع الأكياس الرملية على السطح ومن ثقوب في جدران المسجد. وسرعان ما قامت مجموعة الخدمات الخاصة بتطهير الطابق الأرضي للمسجد وسط انفجارات قادمة من المسجد. ركض حوالي 30 امرأة وطفلاً نحو مشغلي مجموعة الخدمات الخاصة المتقدمة وتمكنوا من الفرار سالمين.
بينما قامت مجموعة الخدمات الخاصة بتأمين الطابق الأرضي من المسجد، إلا أنها تعرضت باستمرار لإطلاق نار من مآذن المسجد. أدى هذا إلى إبطاء تقدم العملية. على سطح المسجد، قام المسلحون بتكديس أكياس الرمل في قاعدة المآذن، والتي يستخدمونها الآن كخطوات لإطلاق النار على القوات الموجودة أسفلها. بعد الاستيلاء على المآذن، تقدمت مجموعة الخدمات الخاصة بشكل أعمق داخل المجمع، وألقى المسلحون قنابل البنزين في محاولة فاشلة لإشعال النار في المسجد ووقف الهجوم. بمجرد تأمين الطابق الأرضي، حاولت مجموعة الخدمات الخاصة الدخول إلى مدرسة جامع حفصة المجاورة للمسجد ولكن تم تأخيرها بسبب الأفخاخ المتفجرة، والتي كان لا بد من تعطيلها قبل أن يتمكنوا من الاستمرار في المجمع.

### معركة جمعة الحفصة
دخلت مجموعة الخدمات الخاصة المجمع، الذي كان أيضًا بمثابة سكن عبد الرشيد غازي، واشتبكت في معركة بالأسلحة النارية في الفناء الرئيسي. أطلق المسلحون النار عليهم من مخابئ مؤقتة تحت السلم. وصرح المتحدث باسم الجيش أرشد في وقت لاحق أن المسلحين يجب أن يحصّنوا المخابئ لعدة أشهر. بمجرد تنظيف الفناء، دخلت مجموعة الخدمات الخاصة إلى متاهة مبنى جمعية حفصة. كان المسلحون بالداخل مسلحين بالبنادق والصواريخ، وكانت بعض المناطق مفخخة. كان بعض المسلحين يحملون سترات واقية من الرصاص والانفجار وأسلحة متطورة أخرى. عانت مجموعة الخدمات الخاصة معظم ضحاياهم خلال هذه المرحلة من العملية. في قتال متقارب، تم مهاجمتهم بقنابل الدخان والقنابل الحارقة والقنابل المتفتتة. أصيب تسعة وعشرون من أصل ثلاثة وثلاثين من مجموعة الخدمات الخاصة الذين أصيبوا في العملية بجروح من قنابل يدوية. مع استمرار القتال، وصلوا إلى غرفة كان فيها نصف دزينة من المسلحين. فجر أحد المسلحين سترة ناسفة فقتل كل من كان في الغرفة. استغرق الأمر عدة ساعات من القتال العنيف قبل أن تسيطر مجموعة الخدمات الخاصة على جامعة حفصة، مع بقاء الطابق السفلي فقط لتأمينه.

### الوقفة الأخيرة
وقال أرشد إن القوات قامت بتأمين 80 في المائة من المجمع تتحرك ببطء، حيث كانت المقاومة شديدة في المناطق المتبقية. استمرت المواجهة، حيث انسحب مسلحون مدججون بالسلاح إلى القبو مستخدمين النساء والأطفال كدروع بشرية، وفقًا لمتحدث باسم الجيش الباكستاني. قاوم المسلحون في القبو بالأسلحة الرشاشة والصواريخ المحمولة على الكتف وزجاجات المولوتوف. في مقابلة أخيرة مع قناة جيو تي في أثناء العملية، زعم عبد الرشيد غازي، الذي كان محصورا في الطابق السفلي، أن والدته أصيبت بنيران النيران، ونُقل عنه قوله: «الحكومة تستخدم القوة الكاملة. هذا عدوان سافر... قتلي مؤكد الآن». كما زعم غازي أن 30 متمردا ما زالوا يقاتلون القوات الباكستانية، لكن ليس لديهم سوى 14 بندقية من طراز أيه كيه-47.
واصل المسلحون إطلاق النار على كوماندوز مجموعة الخدمات الخاصة من شبكات التهوية في الطابق السفلي. أثناء تبادل إطلاق النار، أصيب عبد الرشيد غازي برصاصة في ساقه وطُلب منه الاستسلام. إلا أن المسلحين في الغرفة ردوا بإطلاق النار وقتل غازي في تبادل لإطلاق النار. وتقول تقارير أخرى إن غازي خرج من قبو محصن ليستسلم، ليطلق النار عليه من قبل قواته. استمر القتال حتى استسلم جميع الأفراد المحاصرين في القبو أو قُتلوا.
خلف طوق الجيش، انتظر عمال الطوارئ التصريح لدخول مسجد لال. كانت ضابطات الشرطة حاضرات للتعامل مع الناجيات والمصابين. وكان اقارب المسلحين داخل مسجد لال خارج الطوق أيضًا. أفادت وكالة أسوشيتيد برس أن «الحصار أعطى الحي مظهر منطقة حرب»، مع وجود جنود يحرسون المدافع الرشاشة خلف أعمدة أكياس الرمل ومن أعلى العربات المدرعة.

### مسجد مؤمن
في 11 يوليو 2007، أفاد المسؤولون أن مجمع مسجد لال قد تم تطهيره من المسلحين، وأن القوات كانت تمشط المنطقة بحثًا عن الأفخاخ المتفجرة والمتفجرات. كانت عملية مسجد لال التي استمرت ثمانية أيام هي الأطول على الإطلاق التي أجرتها مجموعة الخدمات الخاصة.
وفقًا للعلاقات العامة بين الخدمات، فقد تم العثور على أسلحة من مجمعي لال مسجد وجامعة حفصة المليئين بالرصاص، بما في ذلك صواريخ آر بي جي، ولغم مضاد للدروع المضادة للدبابات والألغام، وأحزمة العميلة الانتحارية، من ثلاثة إلى خمسة. البنادق، آر بي كي، آر بي دي، ومدفع رشاش خفيف، بندقية قنص دراغونوف، بنادق إس كيه إس، أيه كيه-47، مسدسات، معدات للرؤية الليلية، وأكثر من 50000 طلقة من عيار مختلف. تضمنت العناصر والأسلحة الأقل تطوراً التي تم استردادها من المجمع ثلاثة صناديق من قنابل البنزين المعدة في زجاجات المشروبات الغازية الخضراء، وأقنعة الغاز، والبنادق عديمة الارتداد، وأجهزة الراديو ثنائية الاتجاه، والدلاء البلاستيكية الكبيرة التي تحتوي على قنابل محلية الصنع بحجم كرات التنس، وكذلك السكاكين.
أعربت وكالات المخابرات عن صدمتها من الأسلحة المتطورة للغاية التي كانت بحوزة المسلحين في مسجد لال ومجمع جامعة حفصة، وبدأت التحقيق في مصدر المعدات. وقال المتحدث باسم الجيش الباكستاني وحيد أرشد إن انتحاريًا فجر نفسه في مسجد يقع في الجانب المقابل من مجمع المدرسة الدينية. قال أرشد أيضًا إن انتحاريًا آخر فجر نفسه في مسجد بقبته البيضاء. إجمالًا، استغرق الأمر 36 ساعة لتأمين المجمع بالكامل وإزالة الأفخاخ المتفجرة.

### إصابات
اعتبر المسؤولون في إسلام أباد العملية ناجحة، مشيرين إلى أنهم تمكنوا من إخضاع جميع المقاتلين داخل المسجد وهي مجموعة يُزعم أنها تضم إرهابيين أجانب  دون خسائر مدنية كبيرة. قال شوكت عزيز، رئيس الوزراء الباكستاني: «عدد الضحايا أقل بكثير مما كان يمكن أن يكون».[4] من بين 164 من مغاوير جيش مجموعة الخدمات الخاصة الذين شاركوا في حصار ومن ثم الهجوم على المسجد، قُتل 10 وأصيب 33.
أفاد المفتش العام للشرطة أنه من 3 يوليو / تموز حتى 11 يوليو / تموز 2007، غادر المجمع أو تم إنقاذ 1096 شخصاً و 628 رجلاً و 465 امرأة و 3 أطفال.[47] كما أكد المفتش أن 102 شخصًا قتلوا خلال العملية: 91 مسلحًا، و 10 مغاوير من مجموعة الخدمات الخاصة، وحارس واحد. ويشمل ذلك القتلى الستة عشر في 10 يوليو / تموز 2007. وأصيب 248 شخصًا بجروح، من بينهم 204 مدنيين، و 41 جنديًا من الجيش، و 3 رينجرز. وتم انتشال 75 جثة من المبنى بعد العملية. أدى تأمين مسجد لال إلى إنهاء تسعة أيام من التوتر الشديد في إسلام أباد، وهي مدينة هادئة في العادة كانت محصنة ضد العنف الذي تشهده المناطق القبلية في باكستان.[4]
قال المتحدث باسم الجيش أرشد إنه خلال العملية، تم إنقاذ 85 شخصًا من المجمع، منهم 56 رجلاً.[38] وقال أيضًا إن 39 ممن تم إنقاذهم تقل أعمارهم عن 18 عامًا.[38] وقال أرشد للصحفيين: «بوجود المسلحين في غرف مختلفة، وإطلاق النار من وراء الأعمدة، ثم الذهاب إلى الأقبية وإزالتها، يمكنك فهم الصعوبات».[38]
أحرقت 19 جثة إلى درجة يتعذر التعرف عليها، لكن لا يبدو أن أي منها لنساء أو أطفال، بحسب مسؤولين باكستانيين.[48] استشهد مقال في الأمة بحفار قبر في المقبرة حيث تم دفن الجثث، والذي ادعى أن هناك احتمال وجود أكثر من جثة في كل نعش. كما ذكر المقال أن الحكومة كانت تقوم بحفر المزيد من القبور عما سبق.[49] زعم مجلس العمل المتحدة، وهو ائتلاف من الأحزاب الدينية المتشددة، مقتل ما بين 400 إلى 1000 طالب، إلى جانب النساء والأطفال.[13] زعمت القنوات الإخبارية الناطقة بالإسبانية يونيفزيون وانتينا 3 و تيليسينكو أن العدد الإجمالي للقتلى في الحصار كان أكبر من 286 ويمكن أن يصل إلى 300.[14] [50]
اكتشف المحققون الباكستانيون الذين يحققون في وجود روابط بين مسجد لال والإرهابيين سجلات التسجيل التي تضم أسماء الطلاب الذين درسوا في المدرسة الدينية.[51] يعتقد المحققون أن المعلومات التي تم العثور عليها في مجمع جامعة حفصة، ستساعد في توضيح عدد القتلى أو المفقودين في العملية.[40] يعتقد المسؤولون أن قائمة الطلاب المسجلين تتطابق مع عدد الطلاب الذين تم إجلاؤهم أو أسرهم من المسجد وجامعة حفصة.[40]

### الأضرار التي لحقت بالمسجد
كانت الأضرار التي لحقت بمسجد لال جسيمة. احترقت قاعة المدخل بالكامل، واحترق السقف، واحترقت الجدران الحمراء فوق المدخل البيضاوي. ومع ذلك، فإن المسجد نفسه تعرض لأضرار أقل من حوزة جامع حفصة. تم العثور على أغلفة الرصاص في جميع أنحاء سطح المسجد، وتحول داخل مسجد لال إلى اللون الأسود بالفحم من قبل المسلحين الذين حاولوا إشعال النار في المسجد باستخدام قنابل البنزين. استخدم المسلحون مئذنتي المسجد الأبيضتين كنقاط فضل، مما أدى إلى إلحاق أضرار بالمآذن. دمرت إحدى المئذنة بالكامل، وكانت مكبراتها تتدلى من الأسلاك.[45] ومع ذلك، لم تتضرر القبة خلال المعركة التي استمرت 36 ساعة. قال المدير العام للعلاقات العامة المشتركة بين الخدمات إن صور الجثث تشير على ما يبدو إلى وجود أجانب بين القتلى.[38]
وفي مجمع جامع حفصة، كانت الأضرار جسيمة، مع وجود آلاف من ثقوب الرصاص في الفناء. كان القبو أسود بسبب الصواريخ.[38] كانت المباني الرئيسية للمجمع سليمة من الناحية الهيكلية، لكن الجدران الحدودية تم اختراقها في عدة أماكن. كانت هناك آثار طلقات نارية على هيكلها الأسمنتي.[38] امتلأت ساحتا الفناء داخل المدرسة بالزجاج المهشم واستغرقت جولات. وكانت أكوام من لفافات أسرة البنات وأكوام الكتب مكدسة على الجدران.[38]
في 15 يوليو 2007، طلبت الحكومة من هيئة تنمية العاصمة استكمال إصلاح وإعادة تأهيل مسجد لال في غضون 15 يومًا،[52] وفي 27 يوليو 2007، أعيد فتح المسجد للجمهور. إلا أن مجمع جامع حفصة تم هدمه، حيث تم تشييده بشكل غير قانوني ومعرض لخطر الانهيار.[53]

## القاعدة والمقاتلون الأجانب
قال مسؤولو المخابرات الباكستانية إنهم عثروا على رسائل من نائب أسامة بن لادن، أيمن الظواهري، بعد السيطرة على مسجد لال.[54] وقد كتبوا إلى عبد الرشيد غازي وعبد العزيز غازي يوجهون الإخوة والمسلحين للقيام بتمرد مسلح. تعتقد مصادر حكومية أن ما يصل إلى 18 مقاتلاً أجنبياً من أوزبكستان ومصر وأفغانستان قد وصلوا قبل أسابيع من المواجهة النهائية وأنشأوا ميادين لإطلاق النار لتعليم الطلاب، بمن فيهم الأطفال، كيفية التعامل مع الأسلحة بشكل صحيح.[54] فوجئ دبلوماسيون بمدى سرعة إدانة الظواهري للهجوم على المسجد ودعا الباكستانيين إلى الانتفاض ضد حكومة برويز مشرف. ألقى المسؤولون باللوم على وجود مقاتلين أجانب في انهيار المفاوضات، حيث بدا أنهم على وشك التوصل إلى اتفاق لإنهاء المواجهة سلمياً.[54] وبحسب مصادر حكومية ودبلوماسيين غربيين، فإن مقاتلي القاعدة في المسجد سعوا للاستشهاد بدلاً من ذلك.[55]
أصدر الظواهري، الرجل الثاني في تنظيم القاعدة، شريط فيديو في 11 يوليو/ تموز 2007، يدعو الباكستانيين للانضمام إلى الجهاد انتقاما لهجوم الجيش الباكستاني على المسجد.[56] كان عنوان الظواهري الذي استمر أربع دقائق بعنوان العدوان على مسجد لال ومخصص فقط للصراع بين مسلحي مسجد لال والجيش الباكستاني. تم نشر مقطع الفيديو من قبل الجناح الإعلامي للقاعدة، السحاب، وترجمته إلى الإنجليزية.[56]

## تفاعلات

### الجمهور الباكستاني
على الرغم من أن العديد من الباكستانيين التزموا الصمت بشأن العملية ضد مسجد لال، وافق معظمهم على قرار الحكومة استخدام القوة لاستعادة المجمع. بينما كان المتشددون قادرين على إثارة الغضب في كل مرة يتحرك فيها مشرف ضد المسلحين، كان معظم الناس متسامحين ويعارضون رغبة المتشددين في فرض تفسيرهم للشريعة الإسلامية.[57] يتفق معظم سكان إسلام أباد على أن الغارة أعادت السلام المحلي، على الرغم من مخاوف الانتقام.[57]

### الإعلام الباكستاني
في خطاب متلفز إلى الأمة، أعلن مشرف أنه مصمم على القضاء على التطرف والإرهاب في باكستان.[58] أيدت داون إجراءات الحكومة ضد مسجد لال، لكنها تساءلت عن «كيف فشلت أجهزة المخابرات في فهم ما يجري في مسجد لال وتخزين الأسلحة والذخيرة بمثل هذه الكميات الكبيرة».[59]
كما أيدت الديلي تايمز موقف الحكومة وأضافت: «لنكن واضحين. لا يمكن لأي حكومة أن تنتهك المبدأ العالمي المتمثل في» عدم التفاوض مع الإرهابيين «وأن تعيش لتتم الإشادة».[59] كانت الأخبار أكثر انتقادًا، حيث ذكرت، «بمجرد انتهاء»عملية الصمت«، يتوقف إطلاق النار، ويهدأ الغبار ويتم عد الجثث، لا بد من طرح العديد من الأسئلة. لماذا لم تتخذ الحكومة إجراءات في وقت سابق ضد رجال الدين لأنه لو كان الأمر كذلك؟ لم يكن ليُفقد العديد من الأرواح؟ لماذا سمح لعناصر مسجد لال بقدر كبير من الفسحة بحيث أصبح المجمع أشبه بدولة داخل الدولة ، مكتمل بقوة الشرطة الأخلاقية التي تصرفت دون عقاب وفرضت تفسيرًا صارمًا للإسلام على سكان المدينة؟ كيف شق الكثير من المسلحين المتشددين، ومن بينهم بعض الأجانب ، طريقهم داخل المجمع الواقع في قلب إسلام أباد؟».[59]
كانت واشنطن بوست قلقة من تأثير هذه الحادثة على باكستان: "سيؤدي هذا إلى تصعيد المشاعر الدينية، وقد يؤدي إلى زيادة الاستقطاب بين المعتدلين والمتطرفين في البلاد، ومن بينهم الجنرال مشرف تحت راية" الاعتدال المستنير"[59] انتقدت صحيفة "الإسلام" الحكومة قائلة: "الحكومة لا تستطيع أن تتبرأ من المأساة. لو أرادت لكان الأمر حسم في البداية. لكن هذا لم يتم، ولأول مرة في في تاريخ باكستان، لم تقصف قواتنا الأمنية مسجدًا ومعهدًا دينيًا فحسب، بل جلبت أيضًا ناقلات جند مدرعة ودبابات وطائرات هليكوبتر بأعداد تجعلك تتساءل، وهذا يدل على أن كل هذا النشاط كانت العقل المدبر له من قبل بعض العقول الشيطانية. إن هذه الحادثة مأساوية ومخزية وخطيرة. وكم أضرّت بالدولة والأمة، وما مدى سوء تأثيرها على البلد في المستقبل، يمكن في هذه المرحلة فقط تخيلوا".[59]
وكتبت نوى واقت في افتتاحيتها "الأمة كلها غارقة في الصدمة والحزن اليوم. إنهم يندبون الاستخدام الغاشم للقوة. الآن نحن بحاجة إلى تحقيق شامل حول العملية ضد المسجد الأحمر. يجب إعداد التقرير". علنًا حتى يتمكن الناس من معرفة الحقائق الفعلية."[59] وردت صحيفة الأوصاف اليومية،" إن الأمة بأكملها حزينة ... فقط الولايات المتحدة تريد ما حدث والدليل على ذلك هو أن عملية الاقتحام تم الاحتفال بها في البيت الأبيض والبنتاغون وليس مقر الجنرال مشرف".[60]
وأشادت باكستان أوبزرفر بالحكومة قائلة: «الحكومة تستحق الثناء لإظهارها تسامحًا وصبرًا ملحوظين واستنفدت جميع السبل الممكنة للتسوية السلمية للأزمة التي تمزق الأعصاب».[59]